# Remigius Horner
Remigius Horner (* in Pöllau, Steiermark; † ?) war ein österreichischer Baumeister, Altarbauer und Tischler.

## Leben
Remigius Horner hatte eine Schaffenszeit von 1700 bis 1732.

## Werke

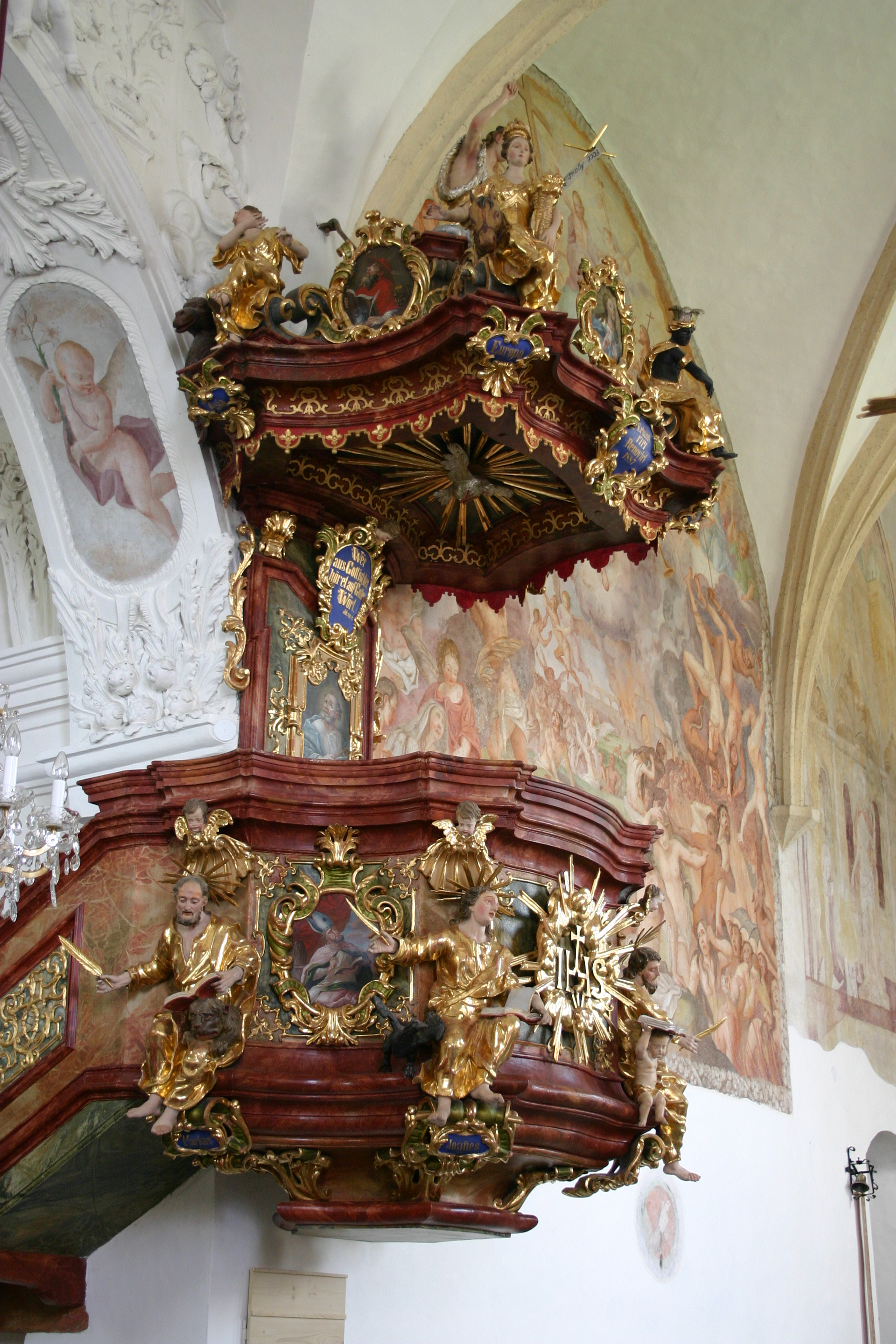
Kanzel in Strallegg

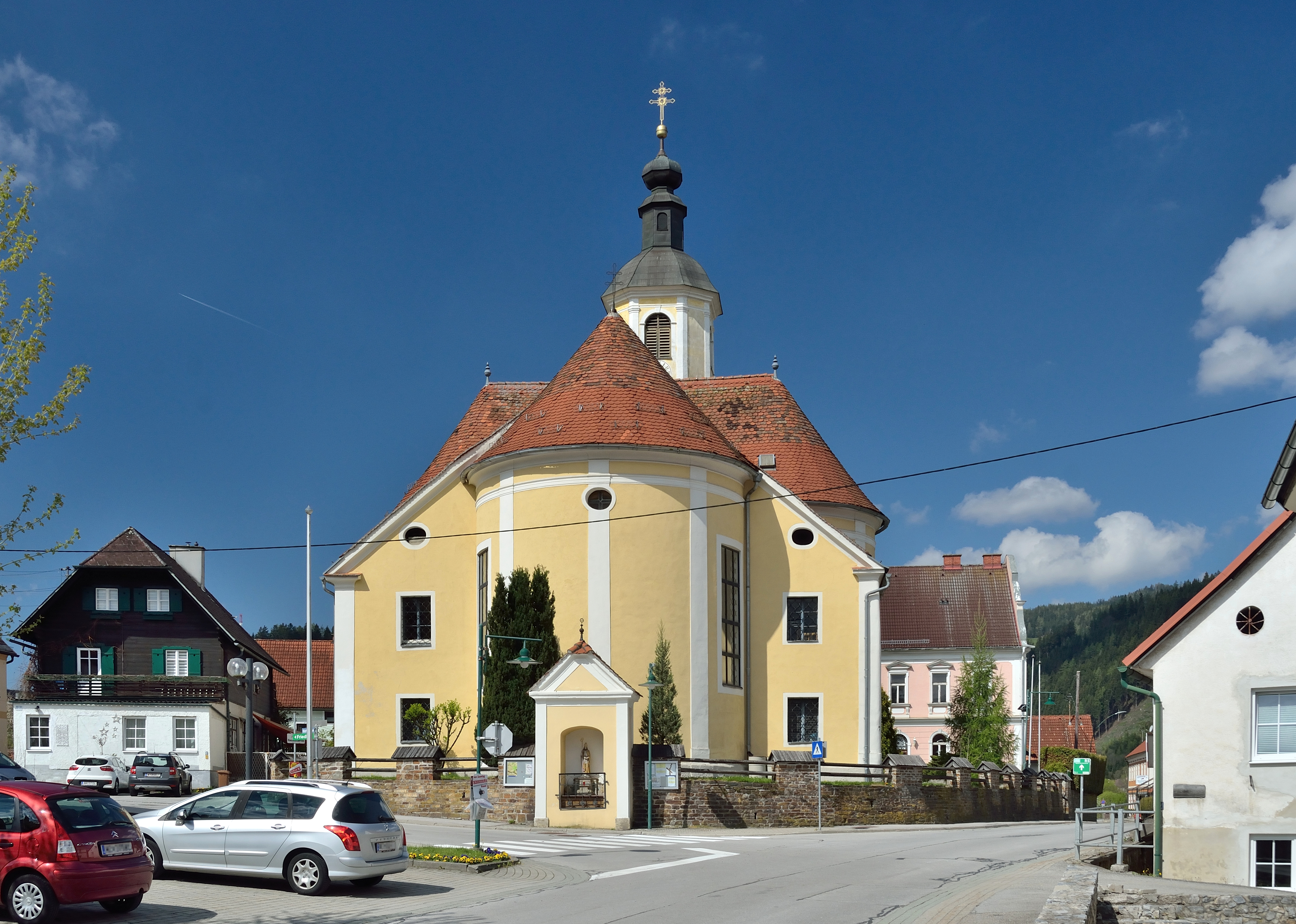
Pfarrkirche hl. Erhard in Wartberg im Mürztal

- 1701–1712 mit Joachim Carlone Neubau der ehemaligen Stiftskirche und heutigen Pfarrkirche hl. Veit nach Plänen von Domenico Sciassia in Pöllau[2][3]
- 1708–1715 Neubau der Pfarrkirche hl. Nikolaus in Ratten[2]
- 1709–1715 Dekanatskirche hll. Peter und Paul in Birkfeld[2]
- 1712 Umbau der Pfarrkirche hl. Katharina in St. Kathrein am Hauenstein[2]
- 1714 Neubau und Einrichtung der Pfarrkirche hll. Peter und Paul in Mönichwald[2]
- um 1714 Hochaltar der Pfarr- und Wallfahrtskirche Maria Pöllauberg[2]
- 1714 Bemerkenswerte Kanzel in der Pfarrkirche hl. Johannes der Täufer in Strallegg[2]
- 1715–1717 Pfarrkirche hl. Jakobus der Ältere in Kaindorf[2]
- um 1720–1730 Neubau der Pfarrkirche hl. Katharina in Stanz im Mürztal[2]
- um 1726–1750 Hochaltar der Dechantkirche hl. Stefan in Dechantskirchen[2]
- 1727 Bemerkenswerter Hochaltar der Filialkirche St. Georgen am Gasenbach in Koglhof[2]
- 1728 Kanzel aus der Werkstatt Remigius Horner in der Pfarrkirche hl. Veit in Söchau[2]
- 1730–1731 Neubau der Pfarrkirche hl. Erhard in Wartberg im Mürztal[2][4]
- 1732 Turm der Filialkirche Maria Lebing in Hartberg[2]
- Entwurf der Filialkirche hl. Anna in Jobst in Bad Blumau und Errichtung durch den Sohn Joseph E. Horner (1741)[2]